# Livre d'heures de François Ier
Le Livre d'Heures de François Ier est un livre d'heures, c'est-à-dire un livre liturgique destiné aux fidèles catholiques laïcs, à la différence du bréviaire, destiné aux clercs. Il permet de suivre la liturgie des Heures.

## Description
C'est un livre de petite taille qui tient dans la paume de la main. Il a été créé parmi de nombreux livres d'heures utilisés par les fidèles, mais il est un des rares à nous être parvenu au travers d'un historique bien documenté du fait de son originalité, notamment la présence de deux grandes cornalines (genre d'agate) ouvragées.
Le livre a été payé par François Ier en 1538 au marchand Allard Plommier. Il était vraisemblablement destiné à sa nièce, Jeanne d'Albret.
C'est un précieux livre manuscrit enluminé dans une monture d’or et de pierres précieuses. La monture est ornée de deux grandes intailles (=reliefs en creux) en cornaline qui permettent de l'identifier sans ambiguïté dans les catalogues de ventes des siècles passés. S'ajoutent des turquoises, rubis et arabesques sur fond noir. C'est une synthèse de traditions nordiques, d'innovations italiennes et d'apports islamiques.
On ne connaît pas l'auteur de ces intailles. Aux grandes intailles centrales, s'ajoutent des têtes de chérubin dans les angles, toujours en cornaline.
L'intaille de couverture représente le Christ en croix entre saint François d'Assise et saint Jérôme. Saint François reçoit les stigmates par des rayons issus de la Croix.
L'intaille du dos de couverture représente une Vierge à l'Enfant entre sainte Barbe (avec la tour où elle a été prisonnière) et sainte Catherine d'Alexandrie (avec la roue instrument de son supplice). Ainsi qu'une inscription latine O Mater Dei memento me signifiant Ô Mère de Dieu, souviens-toi de moi.
Les enluminures ont été attribuées à tort au XVIIIe siècle à Raphaël. Elles seraient l'œuvre de Noël Bellemare et de son atelier et d'autres artistes non identifiés.
Du même atelier d'orfèvre est issu un pendentif (ou « pilier ») en forme de colonne sertie de rubis et de turquoises. Ce pilier est orné d'un camée en agate représentant la flagellation de Jésus-Christ.
La tranche de la reliure est également ornée de turquoises et rubis. D'habitude, la turquoise n'est pas associée à d'autres pierres ; ce mélange relève de l'influence ottomane.

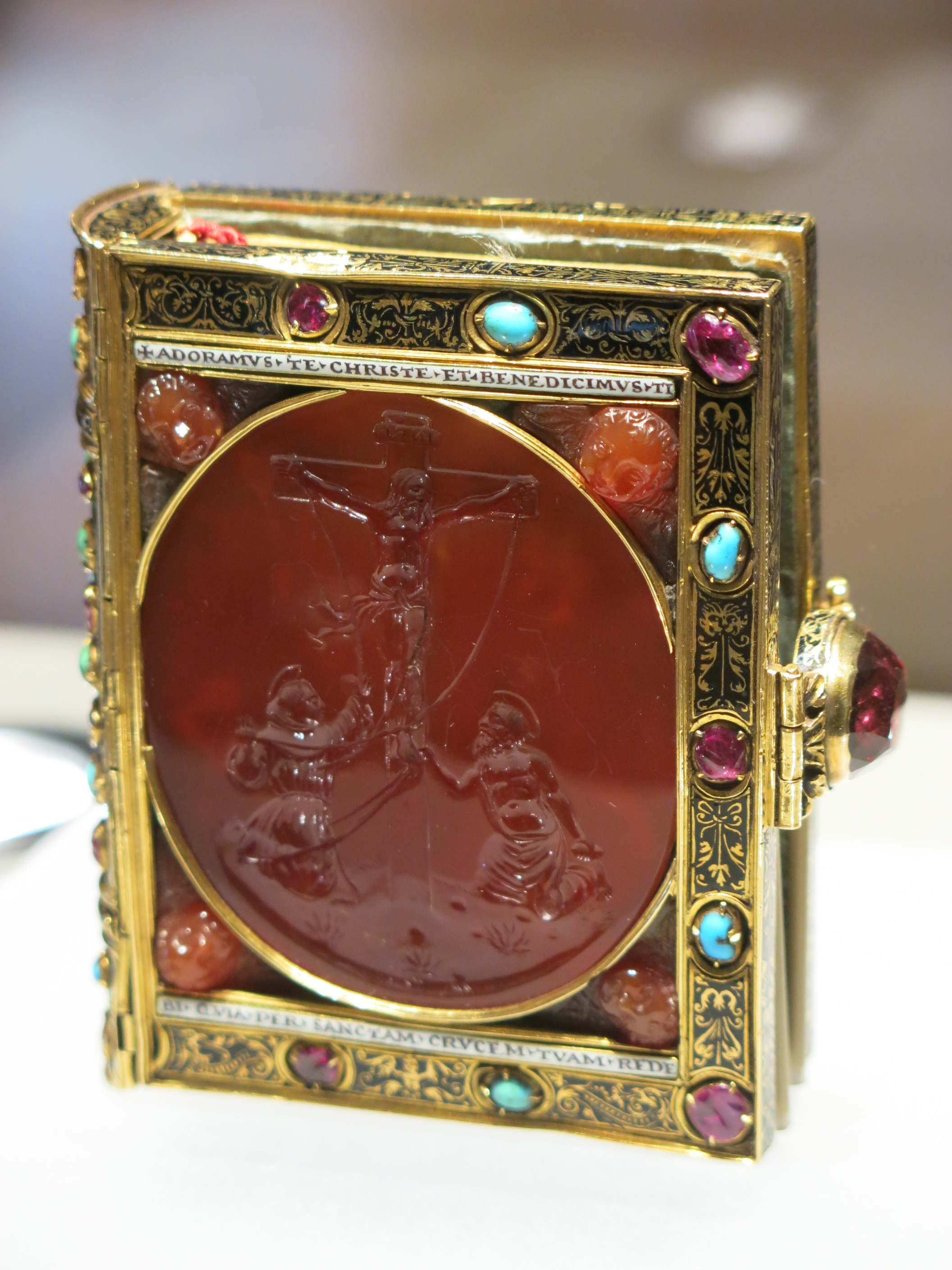
Couverture
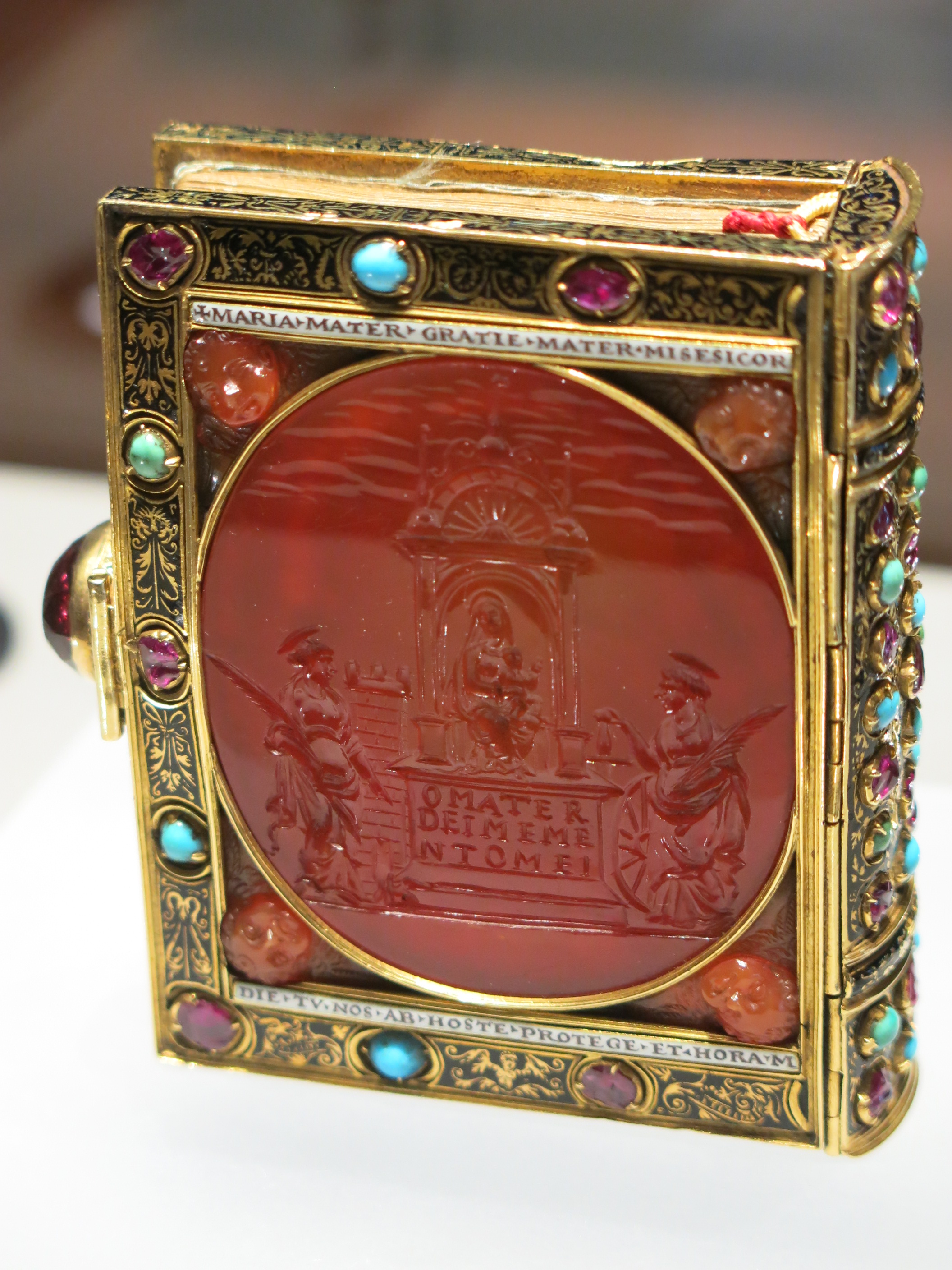
Dos de couverture
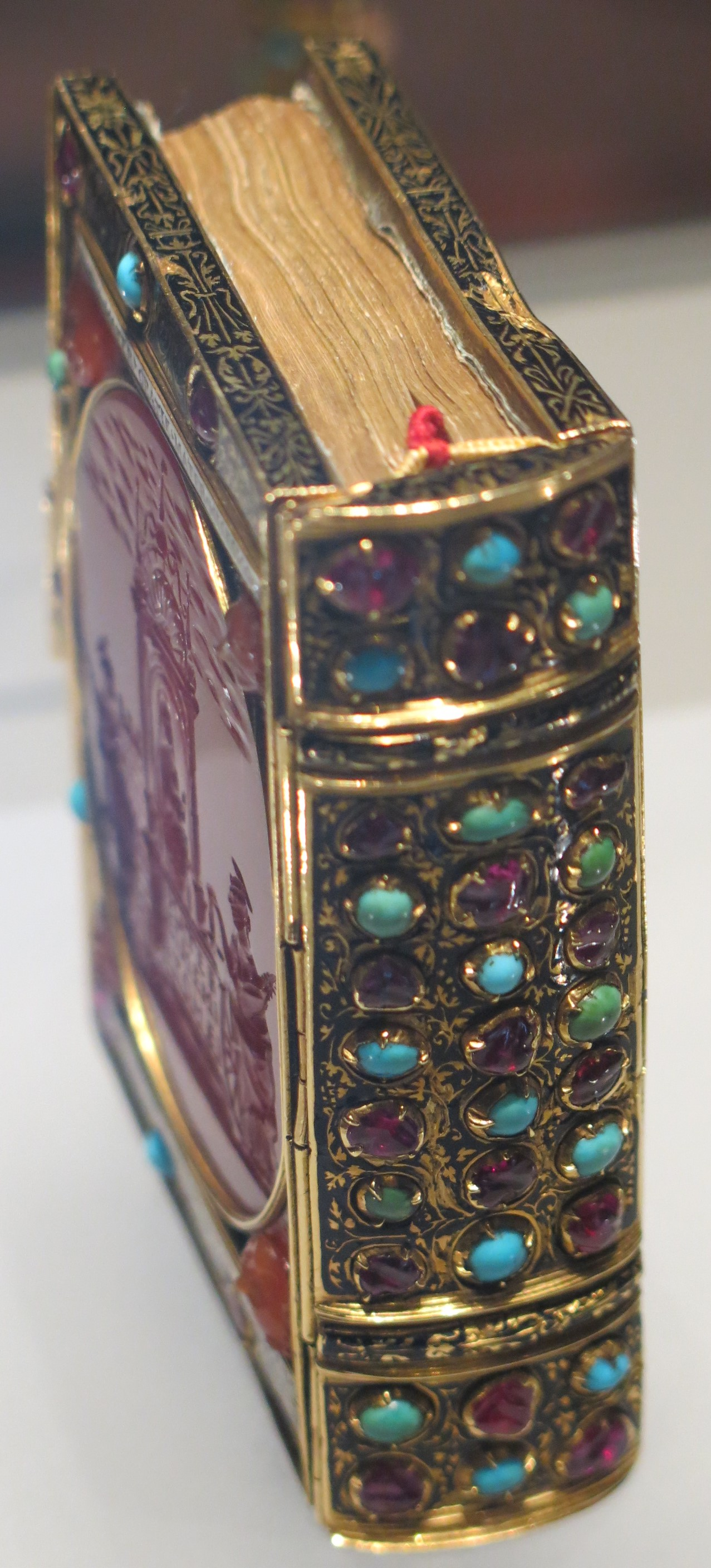
Reliure
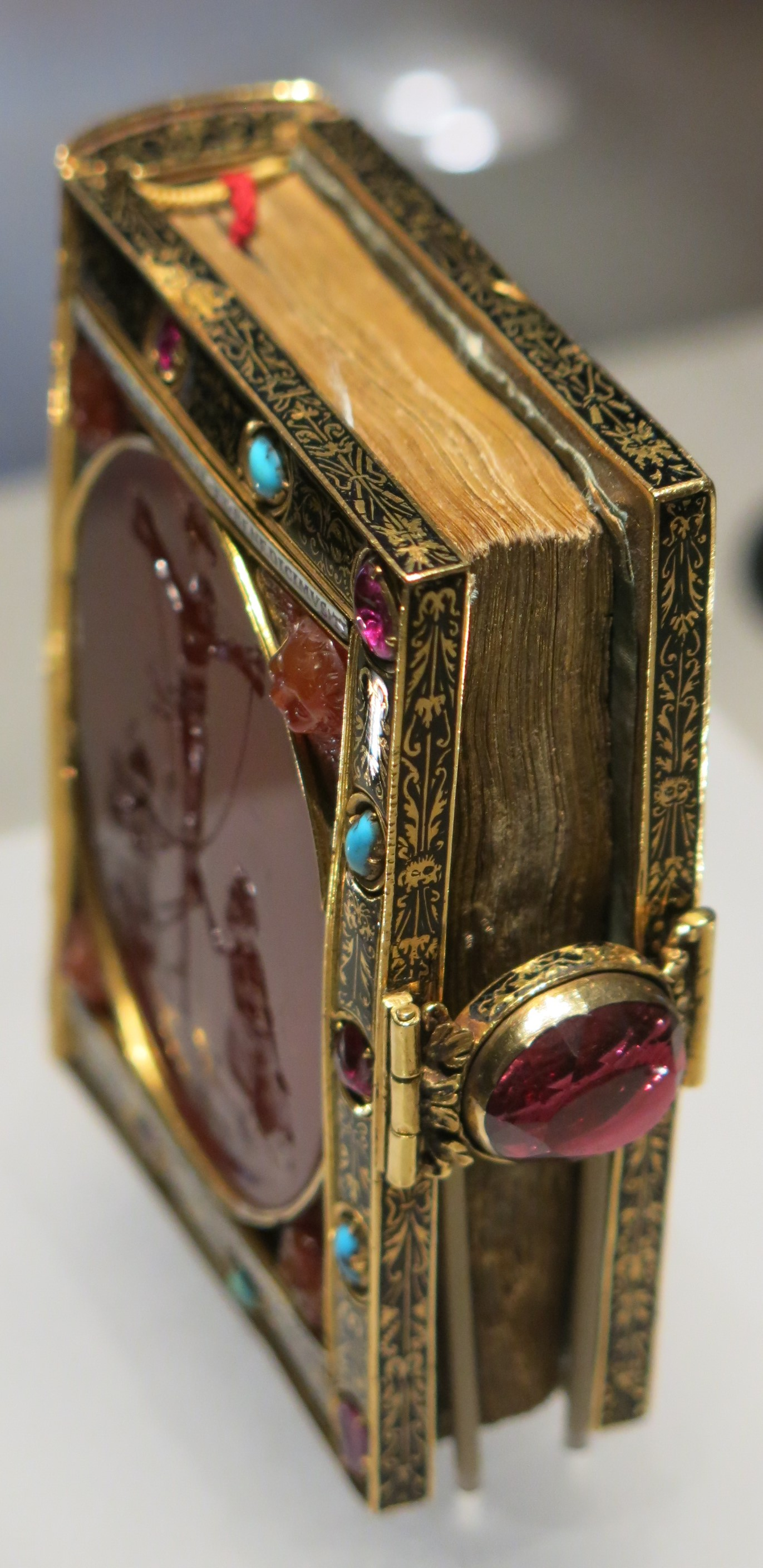
Tranche
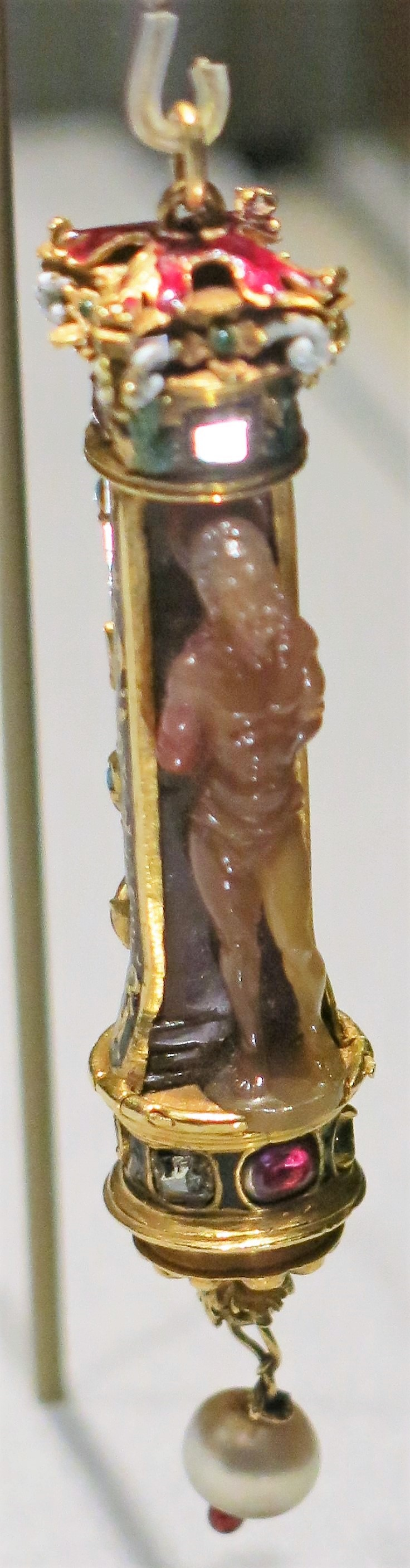
Signet

## Historique
En 1538 le roi François Ier achète un lot de bijoux au marchand joaillier Allard Plommyer. Il fait cadeau de ce petit livre à sa nièce, la future Jeanne d'Albret, qui à cette date avait 10 ans.
Le livre est présent dans l'inventaire du trésor de Jeanne d'Albret en 1561 parmi de nombreux livres d'heures. On le retrouve ensuite dans le trésor de Navarre à Navarrenx. Ce trésor est transféré à Paris par le fils de Jeanne d'Albret, Henri de Navarre, quand il devient roi de France (1589-1610) sous le nom d'Henri IV. Il est intégré dans le trésor royal. Il est la propriété de la reine, Marie de Médicis. Celle-ci l'emporte avec elle quand elle est exilée en 1630 par son fils, le jeune roi Louis XIII. En difficulté financière, elle le met en gage auprès de prêteurs anversois.
Mazarin le récupère pour enrichir sa grande collection d'objets d'art. À sa mort (1661), on le retrouve dans l'inventaire de cette collection. Il est vendu et passe en Angleterre.
On le retrouve ensuite dans les catalogues de vente de collections souvent après le décès de leur propriétaire :
- 1755 : collection du docteur Richard Mead (1673-1754), médecin du roi George II.
- Collection de l'écrivain Horace Walpole (1717-1797) après sa mort, auteur notamment du premier roman gothique : Le Château d'Otrante.
- 1925 : Almina Helbert (en) (1876-1969), fille naturelle du banquier et gouverneur de la banque d'Angleterre Alfred de Rothschild, épouse de lord Carnavon, découvreur du tombeau de Toutânkhamon.
- 3/1942 : vente chez Sotheby's à Londres de la collection d'Harold Harmsworth, lord Rothermere (1868-1940), magnat de la presse britannique.

## Acquisition par le musée du Louvre
Le propriétaire de l'œuvre depuis la vente de 1942 en demandait environ 10 millions d'euros, soit environ le double du budget d'acquisition de nouvelles œuvres par le musée du Louvre.
Le Groupe LVMH s'engagea à fournir 5 millions d'euros pour l'acquisition de cette pièce exceptionnelle, puis 7,9 millions d'euros. Le musée décida alors de lancer une nouvelle opération Tous mécènes ! de souscription auprès des particuliers. 8 500 personnes ont répondu et ont permis de réunir 1,4 million et d'acquérir le bien.
Le livre a été présenté lors de l'exposition temporaire François Ier et l'art des Pays-Bas du 18 octobre 2017 au 15 janvier 2018. Il est maintenant présenté dans la salle 515 au département des objets d'art du musée du Louvre (aile Richelieu, 1er étage).

## Autres livres d'heures de François Ier
Plusieurs autres livre d'heures encore conservés peuvent être rattachés à François Ier : 
- un livre d'heures à l'usage d'Orléans imprimé sur vélin en 1504 par Antoine Vérard, rehaussé de couleurs, Morgan Library and Museum de New York (PML 1061)
- un livre d'heures fragmentaire à l'usage de Rome, appelé Heures Holford, peint vers 1518 de 8 miniatures par Jean Bourdichon qui a été payé 600 livres pour ce travail. Il pourrait avoir été perdu pendant les guerres d'Italie et récupéré par le cardinal Cristoforo Madruzzo. Morgan Library, M.732
- un livre d'heures à l'usage de Rome, inachevé, datant des années 1520 et complété au XVIIe siècle. British Library, Add.18853
- un livre d'heures à l'usage de Rome, dites Heures de Catherine de Médicis, réalisé vers 1531, sans miniature, mais complété par la suite. Bibliothèque nationale de France, NAL82
- un livre d'heures à l'usage de Rome dans les collections du Metropolitan Museum of Art de New York depuis 2011 (inv.2011.353). Un document comptable indique qu'il a été commandé par le roi en 1538. Certaines inscriptions dans l'ouvrage font penser qu'il a appartenu à Marguerite de Navarre, ou qu'il a été décoré à son initiative. L'ouvrage contient 18 grandes miniatures dont deux avec le portrait du roi. Ces miniatures sont attribuées au maître de François de Rohan[5].

Enfin, un inventaire des joyaux de la Couronne daté de 1560 indique la présence d'une centaine d'autres livres d'heures, pour partie datant de l'époque de François Ier, mais possédant un intérêt seulement pour leur reliure précieuse.